# ضريح أبي هريرة
ضريح أبي هريرة أو قبر الربان غمالائيل هو مقام تحول إلى كنيس يهودي في حديقة سنهدرين في مدينة يفنه في إسرائيل، التي كانت تنتمي سابقًا إلى قرية يبنا الفلسطينية المهجورة.وقد وُصف بأنه "أحد أرقى الأضرحة المقببة في فلسطين".
يقع الضريح في مقبرة شمال غرب تل يفنه استخدمها سكان المدينة للدفن منذ الفترة الرومانية. منذ أوائل القرن الثالث عشر، حددها المسلمون على أنها أحد أماكن الدفن المزعومة التي دُفن فيها أبو هريرة، أحد صحابة محمد، على الرغم من أن معظم المصادر العربية تذكر أنه دُفن في المدينة المنورة. تاريخ غرفة القبر الداخلية غير مؤكد، إذ تسمح المصادر المعاصرة بافتراض وجود غرفة قبر في الموقع وكانت مرتبطة بأبي هريرة بالفعل قبل إضافات السلطان بيبرس. في عام 1274، أمر بيبرس ببناء الرواق الذي يضم بوابة ثلاثية وستة قباب صغيرة مع نقش إهداءي، مع توسيع الموقع أكثر في عام 1292 على يد السلطان المملوكي الأشرف خليل.
يُعرف القبر عند اليهود باسم قبر الربان غمالائيل من يفنه، أول ناسي للسنهدرين بعد سقوط الهيكل الثاني. ينسب دليل السفر العبري الذي يرجع تاريخه إلى ما بين 1266 و1291 القبر إلى غمالائيل ويصفه بأنه يشغله بيت صلاة للمسلمين. كان الحجاج اليهود في العصور الوسطى يزورون الموقع بشكل متكرر. أصبح الضريح بعد الحرب العربية الإسرائيلية عام 1948 رسميًا مزارًا لليهود من الحكومة الإسرائيلية.
في جميع الاحتمالات لم يُدفن الربان غمالائيل من يفنه ولا أبو هريرة في القبر.

## التاريخ

### عصور ما قبل الإسلام
استخدم سكان يبنا الأرض التي يقع عليها المبنى شمال غرب تل يفنه للدفن منذ الفترة الرومانية.

### الفترة الصليبية/الأيوبية
ذكر أبو الحسن الهروي (ت. 1215) وتلاه ياقوت الحموي (ت. 1229) في مراصد الاطلاع، مختصر لكتاب ياقوت لصافي الدين عبد المؤمن بن عبد الحق، ت. 1338)، وجود قبر في يبنا يقال إنه قبر أبي هريرة. وذُكر في المراصد أيضًا أن القبر يُنسب للصحابي عبد الله بن أبي السرح. كان سكان يبنا في ذلك الوقت خليط من المسلمين والسامريين والمسيحيين خلال الفترة الصليبية، ولم يجد بنيامين التطيلي (القرن الثاني عشر) أي سكان يهود هناك.

### العصر المملوكي
بُني معظم الهيكل الحالي خلال العصر المملوكي، مع إضافات متتالية إلى غرفة القبر الموجودة مسبقًا والتي يبدو أنها مرتبطة بالفعل بأبي هريرة. يذكر دليل سفر عبري يعود تاريخه إلى ما بين 1266 و1291 أن قبر الربان غمالائيل في يبنا يُستخدم مصلّى للمسلمين. وفي القرن التالي، وصف رحالة يهودي آخر، هو إشتوري هابارتشي، ضريح أبي هريرة بأنه "نصب تذكاري رائع للحاخام غمالائيل".

### فترات الانتداب العثماني والبريطاني

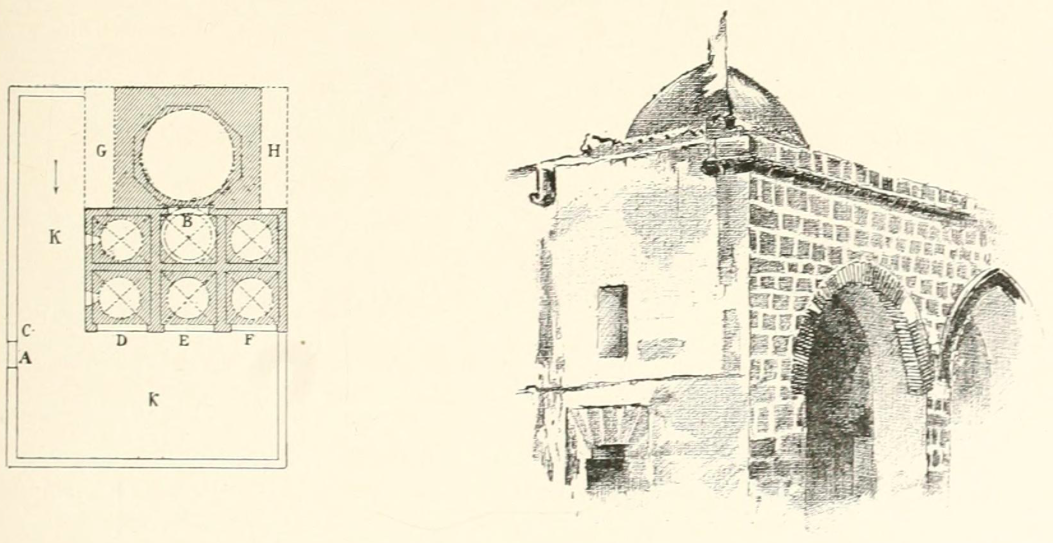
رسم تخطيطي لضريح أبي هريرة لكليرمون جانو، 1874

زار فيكتور غيران الموقع في عام 1863، ووصفه بأنه مسجد. ووصفه كوندر وكيتشنر في عام 1882، "مسجد أبي هريرة بناء جميل تحت قبة، ويحتوي على نقشين، الأول في الفناء الخارجي، والثاني في الجدار الداخلي".
استُخدم رواق المبنى أثناء الانتداب البريطاني على فلسطين للدراسة.

### الاحتلال الإسرائيلي
بعد النكبة بدأ اليهود السفارديون المهاجرون من الدول العربية بالصلاة في الموقع بسبب اعتقادهم أن القبر هو مكان دفن الربان غمالائيل من يفنه، أول ناسي للسنهدرين بعد سقوط الهيكل الثاني. تم تحديد الموقع على أنه قبر غمالائيل بناءً على أدبيات الحجاج اليهود في العصور الوسطى، الذين ذكروا بشكل متكرر زيارات إلى الموقع. استند ادعاء الأصل اليهودي السابق إلى الحجة القائلة بأن العديد من هذه المقامات، أو المقابر الإسلامية المقدسة، كانت في الأصل مقابر يهودية تم أسلمتها خلال التاريخ اللاحق للمنطقة. حافظت وزارة الخدمات الدينية الإسرائيلية على سلطتها على الموقع منذ عام 1948، وتم بعد ذلك الاستيلاء على الهيكل من قبل اليهود الأرثوذكس المتطرفين وتحويله إلى قبر للصالحين. يستشهد بها جدعون بار باعتبارها واحدة من العديد من حالات تهويد الأماكن الإسلامية المقدسة، حيث تم عرض التراث اليهودي لموقع ما على حساب التقاليد الثقافية المحلية الأخرى.

## البنيان
حتى عام 1948، كان المبنى يقع داخل مجمع مسور يحتوي على قبور أخرى (أُزيل جدار المجمع والمقابر منذ ذلك الحين). كان هناك نقشان فوق البوابة. أحدهما باسم السلطان بيبرس بتاريخ 673 هـ (1274 م) والآخر بتاريخ 806 هـ (1403 م)
يوجد نصب تذكاري في وسط حجرة القبر. التابوت بناء مستطيل الشكل ذو أربعة أعمدة رخامية على شكل عمائم. تتكون الطبقات الأربع السفلية من كتل حجرية، بينما الطبقة العلوية من الرخام المزخرف بكوات على الطراز القوطي.
أُعيد استخدام الكثير من مواد البناء في المبنى من الرخام البيزنطي، وخاصة الأعمدة والتيجان الكورنثية.

## النقوش
يصف النقش الأول، المؤرخ في عام 1274، كيف أمر السلطان المملوكي بيبرس (حكم في الفترة من 1260 إلى 1277) ببناء الرواق. ويشير أيضًا إلى والي الرملة، خليل بن سوير، الذي ذكره المؤرخ ابن الفرات المصري بأنه مسؤول عن التحريض على محاولة اغتيال إدوارد الأول ملك إنجلترا الشهيرة في يونيو 1272 في الحملة الصليبية التاسعة.
يصف النقش الثاني أعمال البناء الإضافية التي أمر بها السلطان المملوكي الأشرف صلاح الدين خليل (حكم في الفترة من 1290 إلى 1293) في عام 1292.
| تاريخ                  | صورة | موقع                         |
| ---------------------- | ---- | ---------------------------- |
| 673 هجري (1274 ميلادي) |      | لوح من الرخام على باب العتبة |
| 692 هجري (1292 ميلادي) |      | قاعدة المدخل وتحت العتبة     |
| 806 هجري (1403 ميلادي) |      | لوح من الرخام                |

## المرافق
يحتوي القبر على قاعة كبيرة ومكاتب وكنيس أرثوذكسي صغير. تشمل المرافق المحيطة بالمقبرة دورات المياه ونوافير المياه وشمعدانات يهرزيت وطاولات للوجبات الاحتفالية. إشارة القبر نفسها مغطاة بقطعة قماش زخرفية زرقاء. ويشتهر القبر بين بعض اليهود بأنه موقع للتعارف والخصوبة.

## معرض الصور

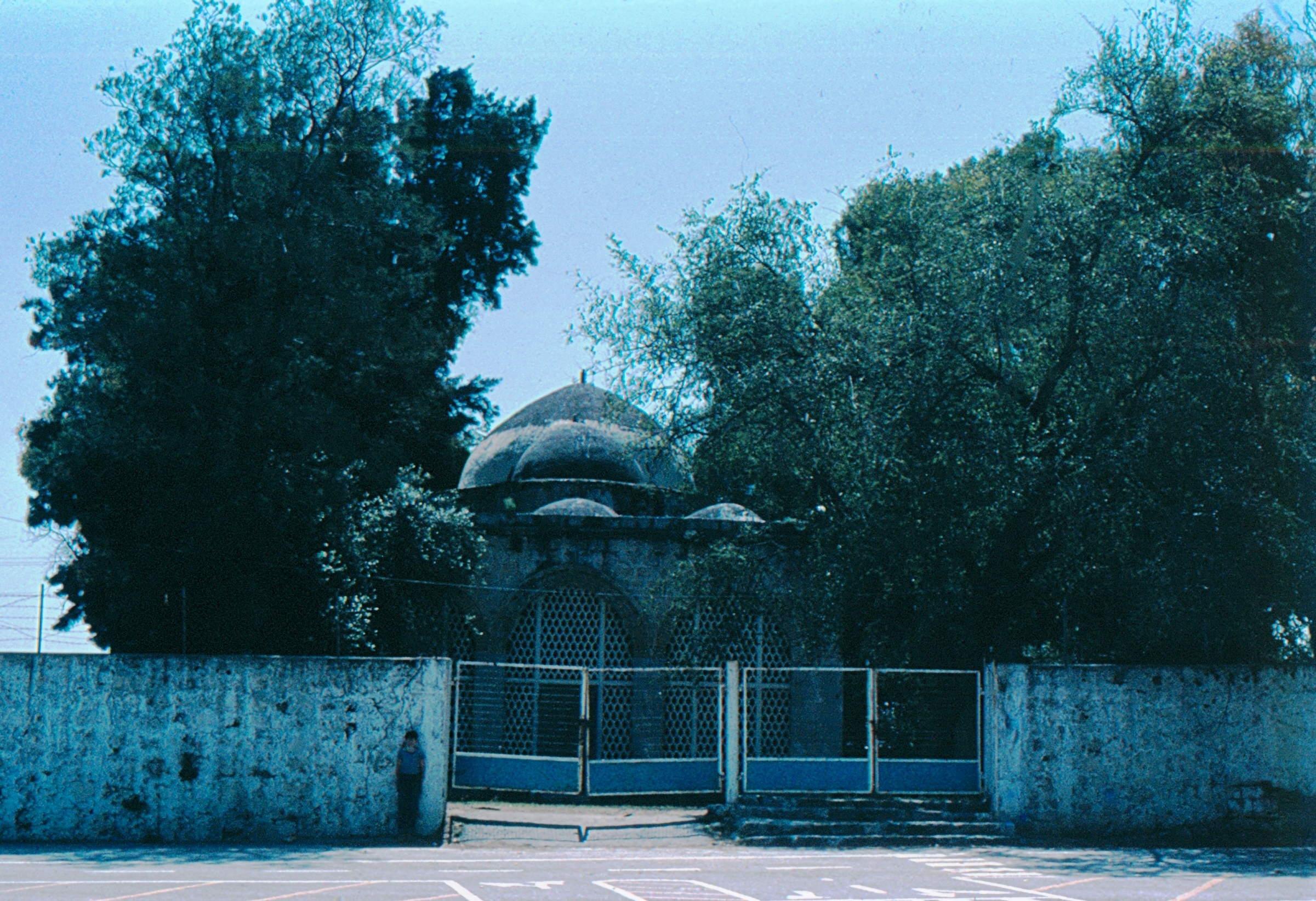
الضريح عام 1985
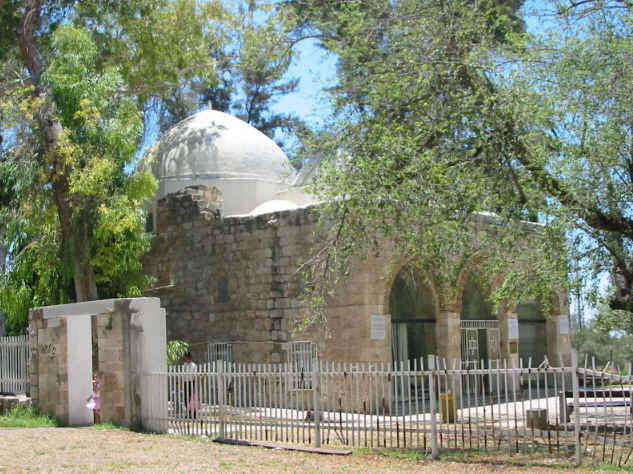
الضريح عام 2009
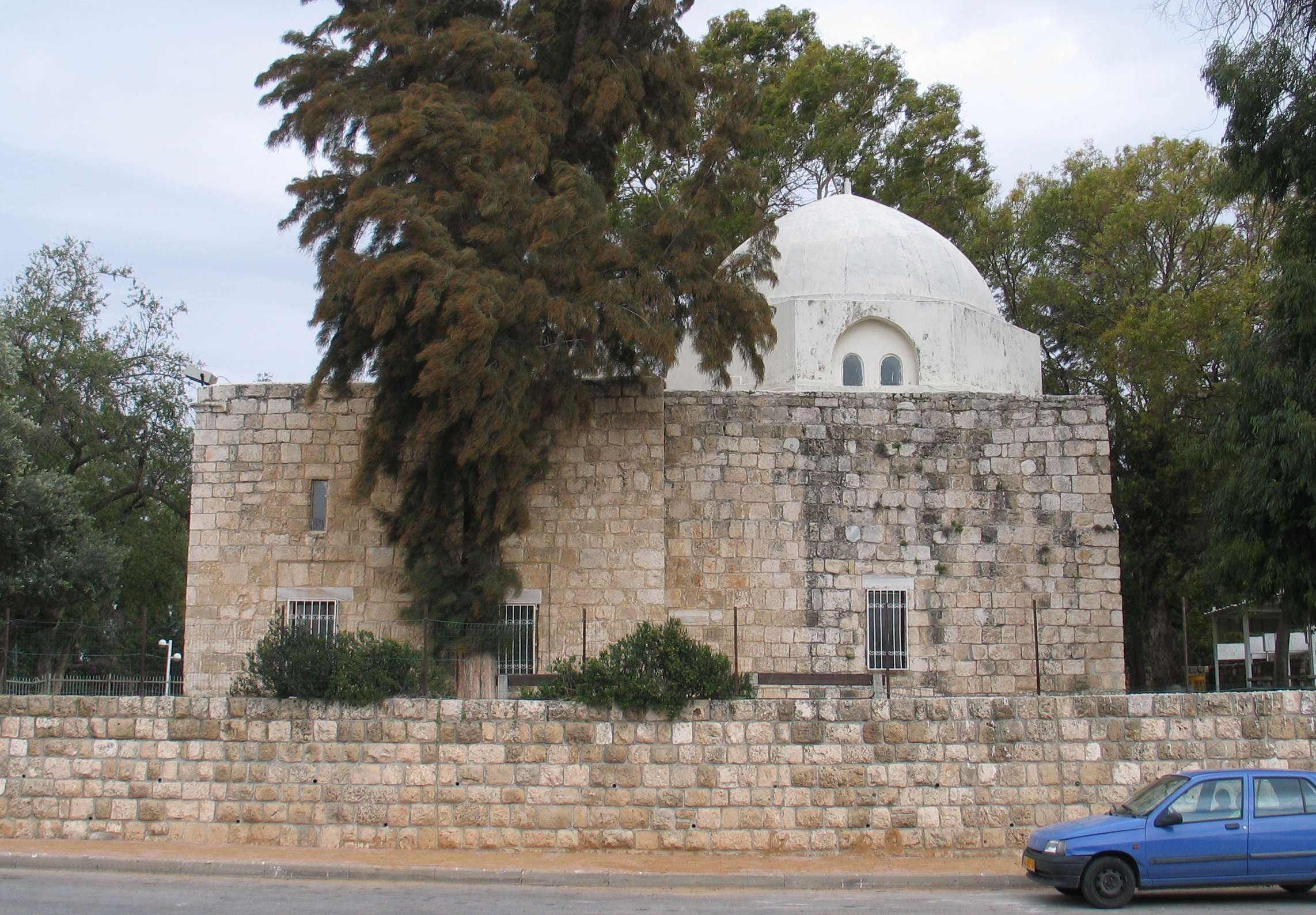
منظر جانبي من الشرق
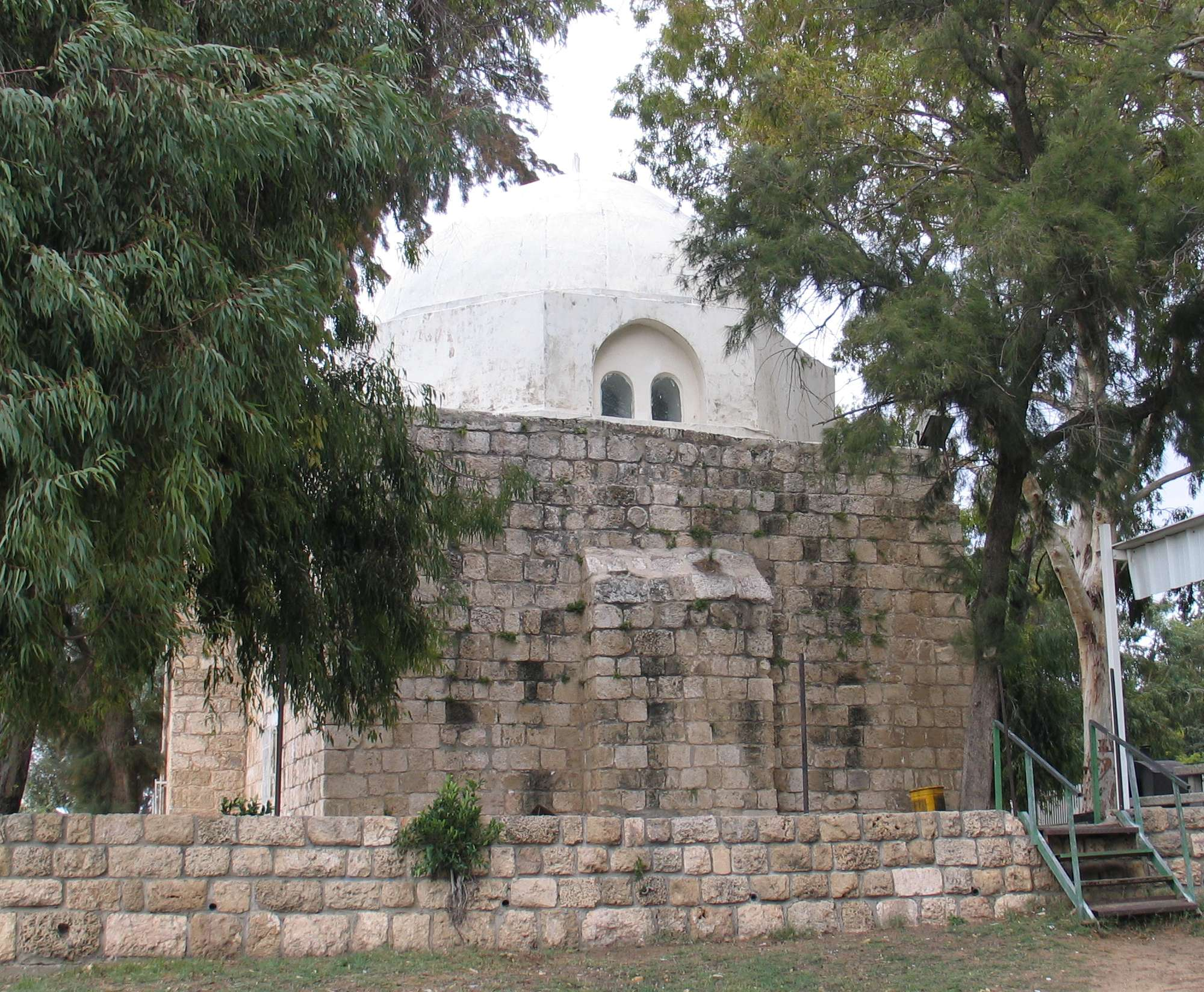
منظر جانبي
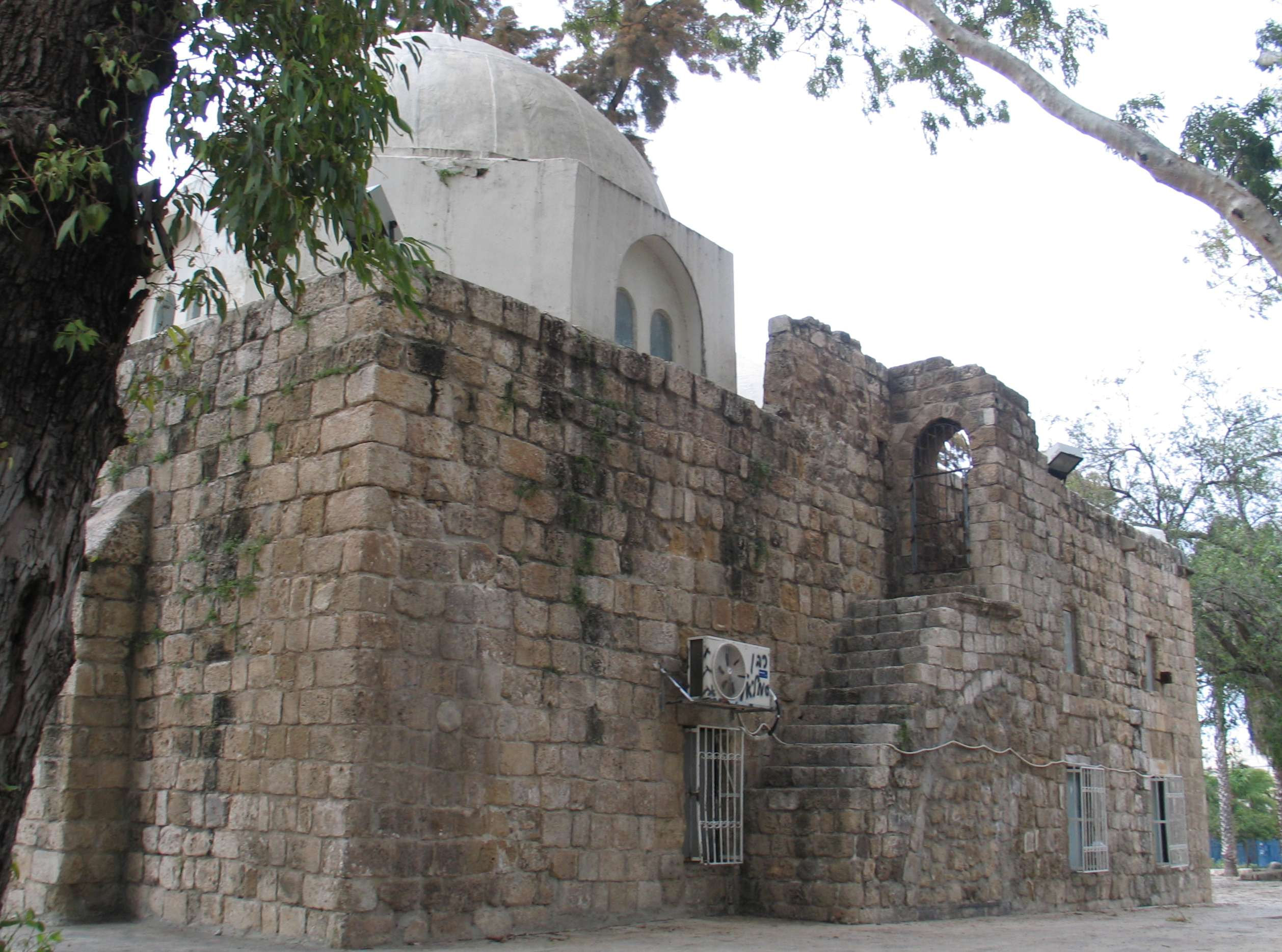
منظر خلفي من الجنوب الشرقي مع سلالم تؤدي إلى السطح
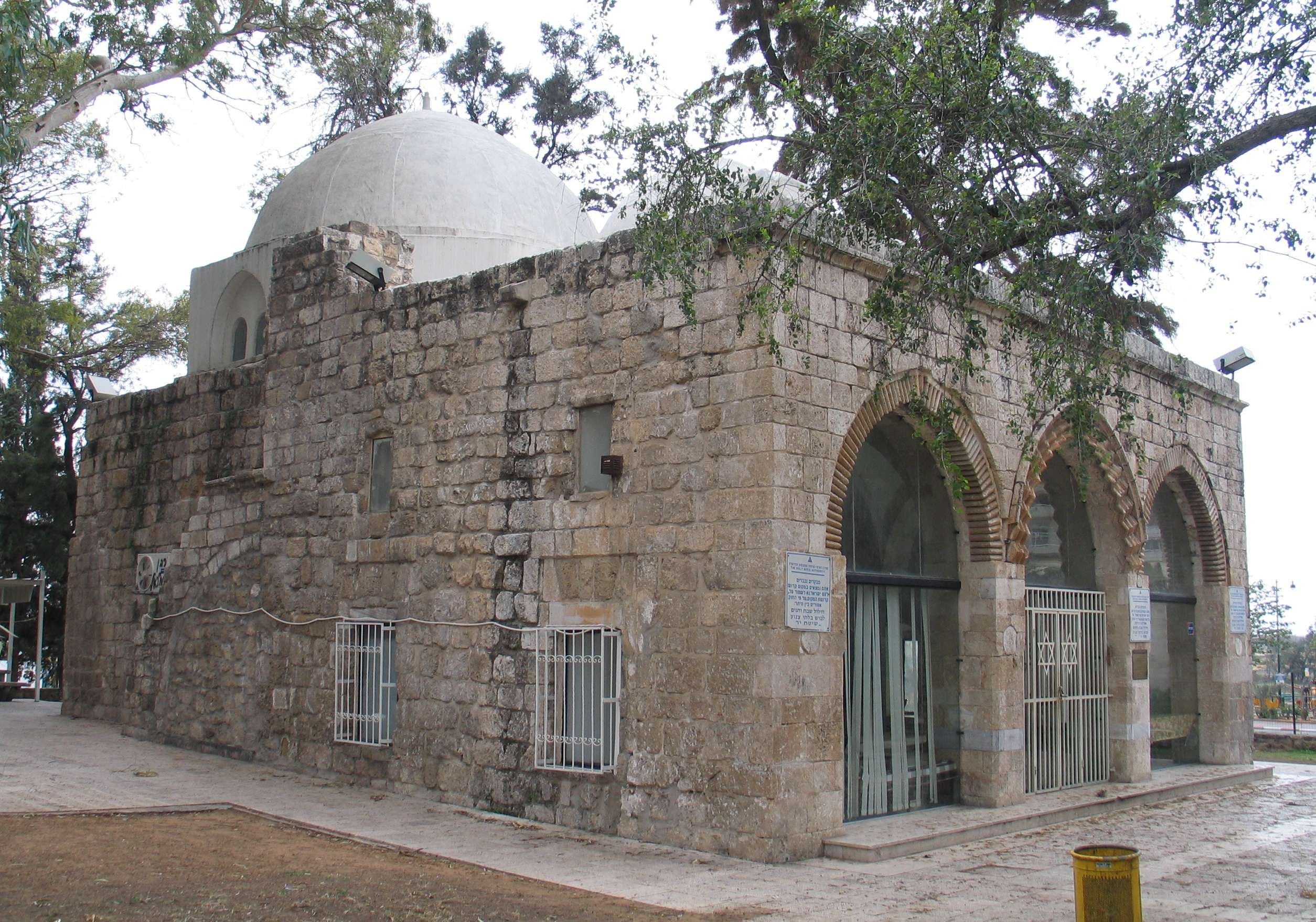
الضريح من الجهة الشمالية الشرقية
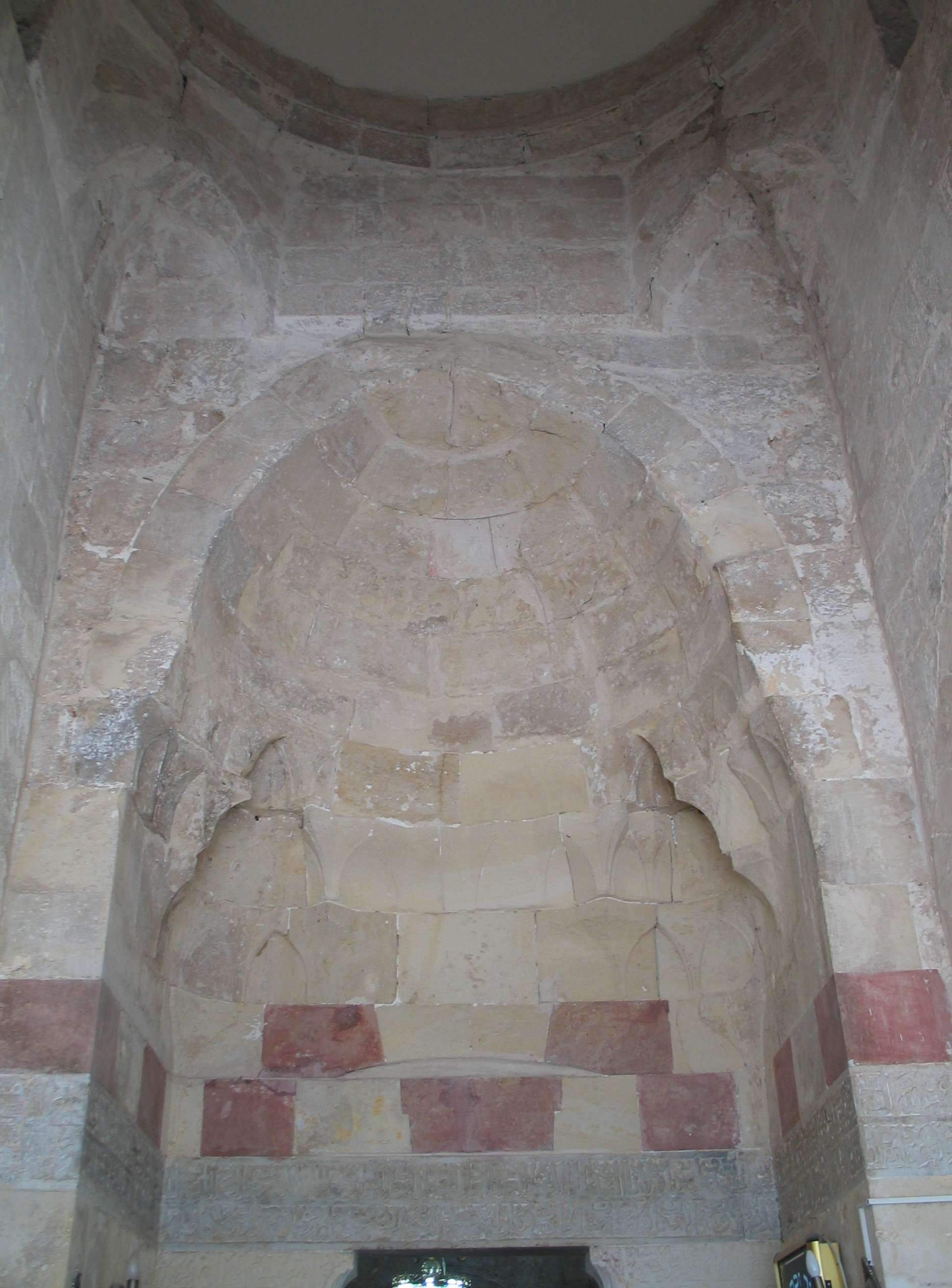
الجزء الداخلي، به نقوش باهتة وأسلوب بناء على طراز الحجر الأبلق